# Dongjiao (sockenhuvudort i Kina, Zhejiang Sheng, lat 29,88, long 121,59)
Dongjiao (kinesiska: 东郊, 东郊街道) är en sockenhuvudort i Kina. Den ligger i provinsen Zhejiang, i den östra delen av landet, omkring 140 kilometer öster om provinshuvudstaden Hangzhou. Antalet invånare är 8 523. Befolkningen består av 3 867 kvinnor och 4 656 män. Barn under 15 år utgör 11,0 %, vuxna 15-64 år 83 %, och äldre över 65 år 4,0 %.
Runt Dongjiao är det tätbefolkat, med 636 invånare per kvadratkilometer. Närmaste större samhälle är Ningbo, 3,6 km väster om Dongjiao. Runt Dongjiao är det i huvudsak tätbebyggt.
Genomsnittlig årsnederbörd är 1 981 millimeter. Den regnigaste månaden är juni, med i genomsnitt 355 mm nederbörd, och den torraste är januari, med 68 mm nederbörd.